# Antonio Pérez Olcina
Antonio Pérez Olcina (Alacant, 8 de setembre de 1948 - 13 de març de 2007) fou un sindicalista i polític valencià, diputat a les Corts Valencianes durant la II Legislatura.
Ha treballat en el sector tèxtil i com a personal eventual a l'ajuntament d'Alcoi. Ha estat, per una banda, secretari comarcal del PSPV de l'Alcoià i secretari de formació de la Federació Tèxtil de la UGT d'Alacant. Fou elegit diputat a les eleccions a les Corts Valencianes de 1987 i ha estat vocal de la Comissió d'Obres Públiques i Transports de les Corts Valencianes. A la III Legislatura fou novament diputat de 1994 a 1995 i vocal de la Comissió de Sanitat i Consum i de la Comissió d'Indústria, Comerç i Turisme de les Corts Valencianes.
Va morir a Alcoi d'un atac de cor el 13 de març de 2007.